# 가뭄
가뭄 (문화어: 가물), 가물, 한발(旱魃), 한재(旱災)는 평소보다 건조한 날씨가 지속되는 기간을 말한다.:1157 가뭄은 며칠, 몇 달 또는 몇 년 동안 지속될 수 있다. 가뭄은 종종 영향을 받는 지역의 생태계와 농업에 큰 영향을 미치고 지역 경제에 해를 끼친다. 열대 지역의 연간 건기는 가뭄 발생 가능성을 크게 높이며, 이는 이후 산불 위험을 증가시킨다. 폭염은 증발산을 증가시켜 가뭄 상황을 크게 악화시킬 수 있다. 이는 숲과 다른 식물을 건조하게 만들어 산불의 연료량을 증가시킨다.
가뭄은 세계 대부분 지역에서 기후의 반복적인 특징으로, 기후변화로 인해 더욱 극심하고 예측하기 어려워지고 있으며, 이는 연륜연대학적 연구에 따르면 1900년까지 거슬러 올라간다. 가뭄의 영향은 환경적, 경제적, 사회적 세 가지 종류가 있다. 환경적 영향에는 습지의 건조, 더 많고 큰 산불, 생물다양성 감소 등이 포함된다.
가뭄의 경제적 영향은 농업 및 축산업(이는 식량 불안정을 유발함), 임업, 공공 상수도, 하천 항해(예: 수위 저하로 인한), 전력 공급(수력 시스템에 영향을 미침), 인간 건강에 대한 영향에 대한 부정적인 교란으로 인해 발생한다.
사회적 및 건강 관련 비용에는 이 현상에 직접 노출된 사람들의 건강에 대한 부정적인 영향(폭염), 높은 식량 비용, 수확 실패로 인한 스트레스, 물 부족 등이 포함된다. 가뭄은 또한 먼지 농도 및 산불 증가로 인해 대기 오염 증가로 이어질 수 있다. 장기화된 가뭄은 대량 이주와 인도주의적 위기를 야기했다.
가뭄 위험이 증가하는 지역의 예로는 아마존 분지, 오스트레일리아, 사헬 지역 및 인도가 있다. 예를 들어, 2005년 아마존 분지의 일부 지역은 100년 만에 최악의 가뭄을 겪었다. 오스트레일리아는 미래에 더 심각하고 빈번한 가뭄을 겪을 수 있다고 정부가 의뢰한 보고서가 2008년 7월 6일에 밝혔다. 장기간 지속된 오스트레일리아의 천년 가뭄은 2010년에 끝났다. 2020년~현재 아프리카의 뿔 가뭄은 2010년~2011년의 끔찍한 가뭄을 기간과 심각성 면에서 모두 넘어섰다.
역사적으로 인간은 식량 가용성과 사회 전반에 미치는 영향 때문에 가뭄을 대체로 재난으로 여겨왔다. 사람들은 가뭄을 자연재해 또는 인간 활동의 영향, 혹은 초자연적 힘의 결과로 보았다.

## 정의

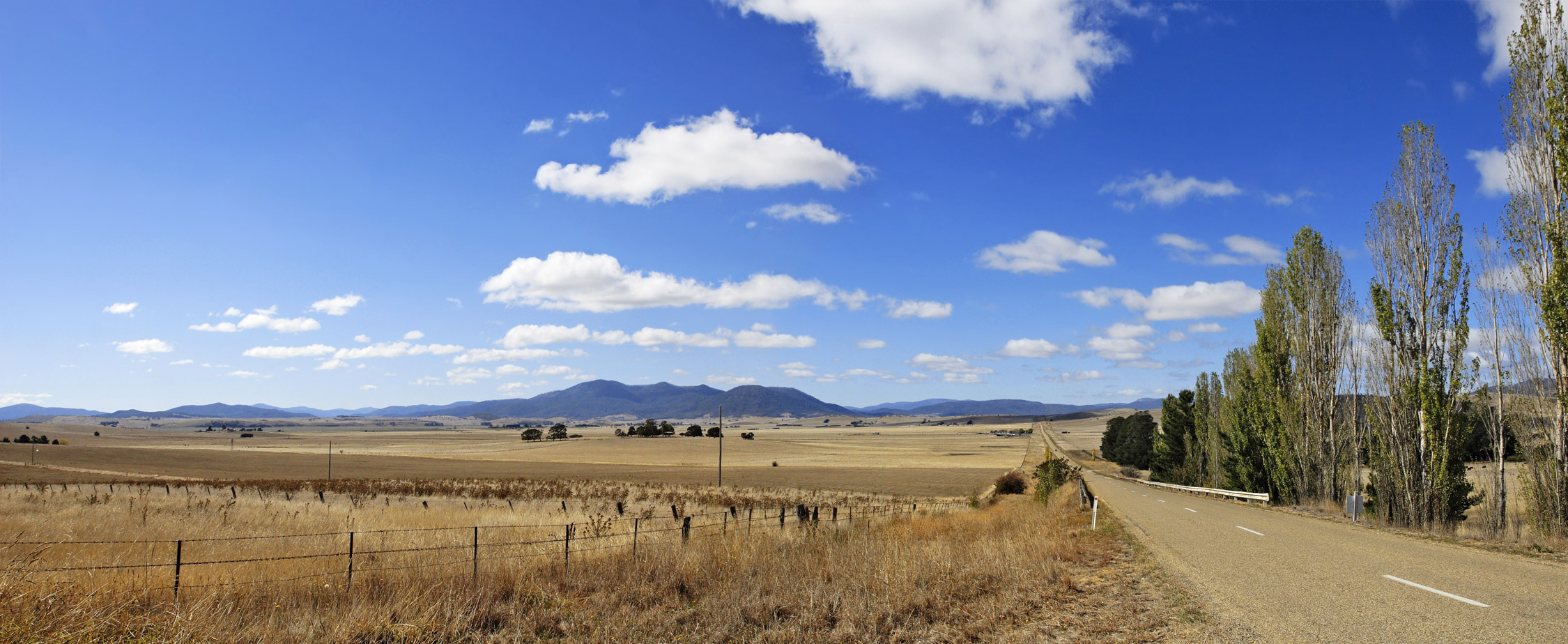
2006년 가뭄으로 피해를 입은 오스트레일리아 베남브라 외곽의 밭.

기후변화에 관한 정부간 협의체 제6차 평가보고서는 가뭄을 단순히 "평소보다 건조한 조건"으로 정의한다.:1157 이는 가뭄이 "주어진 위치와 계절에서 평균 수분 가용성에 비해 수분 부족"을 의미한다.:1157
여러 기관의 협력체인 미국 국립통합가뭄정보시스템에 따르면, 가뭄은 일반적으로 "장기간(보통 한 계절 이상) 강수량 부족으로 인해 물 부족이 발생하는 것"으로 정의된다. 미국 해양대기청의 국립기상청 사무소는 가뭄을 "상당한 지역에 걸쳐 사람, 동물 또는 식물에 부정적인 영향을 미치는 수분 부족"으로 정의한다.
가뭄은 물의 부재와 관련된 복잡한 현상으로, 감시하고 정의하기가 어렵다. 1980년대 초반까지 "가뭄"에 대한 150개 이상의 정의가 이미 발표되었다. 정의의 범위는 지역, 필요성, 학문적 접근 방식의 차이를 반영한다.

## 분류
가뭄은 수분 부족이 발생하는 물 순환의 위치에 따라 세 가지 주요 범주로 나뉜다: 기상학적 가뭄, 수문학적 가뭄, 그리고 농업적 또는 생태학적 가뭄이다.:1157 기상학적 가뭄은 강수량 부족으로 인해 발생한다. 수문학적 가뭄은 낮은 유출수, 하천 유량, 저수지 및 지하수 저장량과 관련이 있다. 농업적 또는 생태학적 가뭄은 증발과 낮은 토양 수분의 조합으로 인한 식물 스트레스를 유발한다.:1157 일부 조직은 또 다른 범주를 추가한다: 사회경제적 가뭄은 날씨 관련 물 공급 부족으로 인해 경제재에 대한 수요가 공급을 초과할 때 발생한다. 사회경제적 가뭄은 물 부족과 유사한 개념이다.
가뭄의 각 범주는 원인이 다르지만 유사한 영향을 미친다.
1. 기상학적 가뭄은 평균 강수량보다 적은 기간이 장기간 지속될 때 발생한다.[20] 기상학적 가뭄은 보통 다른 종류의 가뭄에 선행한다.[21] 가뭄이 지속될수록 주변 환경은 점차 악화되고 지역 주민에 대한 영향도 점차 증가한다.
2. 수문학적 가뭄은 대수층, 호수 및 저수지와 같은 수원에 저장된 물의 양이 평균 이하 또는 지역적으로 유의미한 임계값 이하로 떨어질 때 발생한다. 수문학적 가뭄은 사용되지만 보충되지 않는 저장된 물과 관련되어 있어 더 천천히 나타나는 경향이 있다. 물 사용과의 밀접한 상호작용으로 인해 이러한 유형의 가뭄은 물 관리에 크게 영향을 받을 수 있다. 긍정적 및 부정적인 인간의 영향이 모두 발견되었으며, 전략적인 물 관리 전략이 가뭄 영향을 완화하는 데 핵심적인 것으로 보인다.[22][23] 농업적 가뭄과 마찬가지로, 수문학적 가뭄은 강수량 감소 외의 원인으로도 발생할 수 있다. 예를 들어, 2007년경 카자흐스탄은 소련 시절 다른 국가로 전환된 아랄해의 물을 복원하기 위해 세계은행으로부터 많은 돈을 지원받았다.[24] 비슷한 상황으로 인해 그들의 가장 큰 호수인 발하시도 완전히 말라버릴 위험에 처해 있다.[25]
3. 농업적 또는 생태학적 가뭄은 전반적으로 작물 생산이나 생태계에 영향을 미친다. 이 조건은 강수량 수준의 변화와 무관하게 발생할 수도 있는데, 이는 관개 증가 또는 제대로 계획되지 않은 농업 활동으로 인한 흙 상태 및 침식으로 인해 작물에 사용 가능한 물이 부족해지기 때문이다.

## 지수 및 모니터링

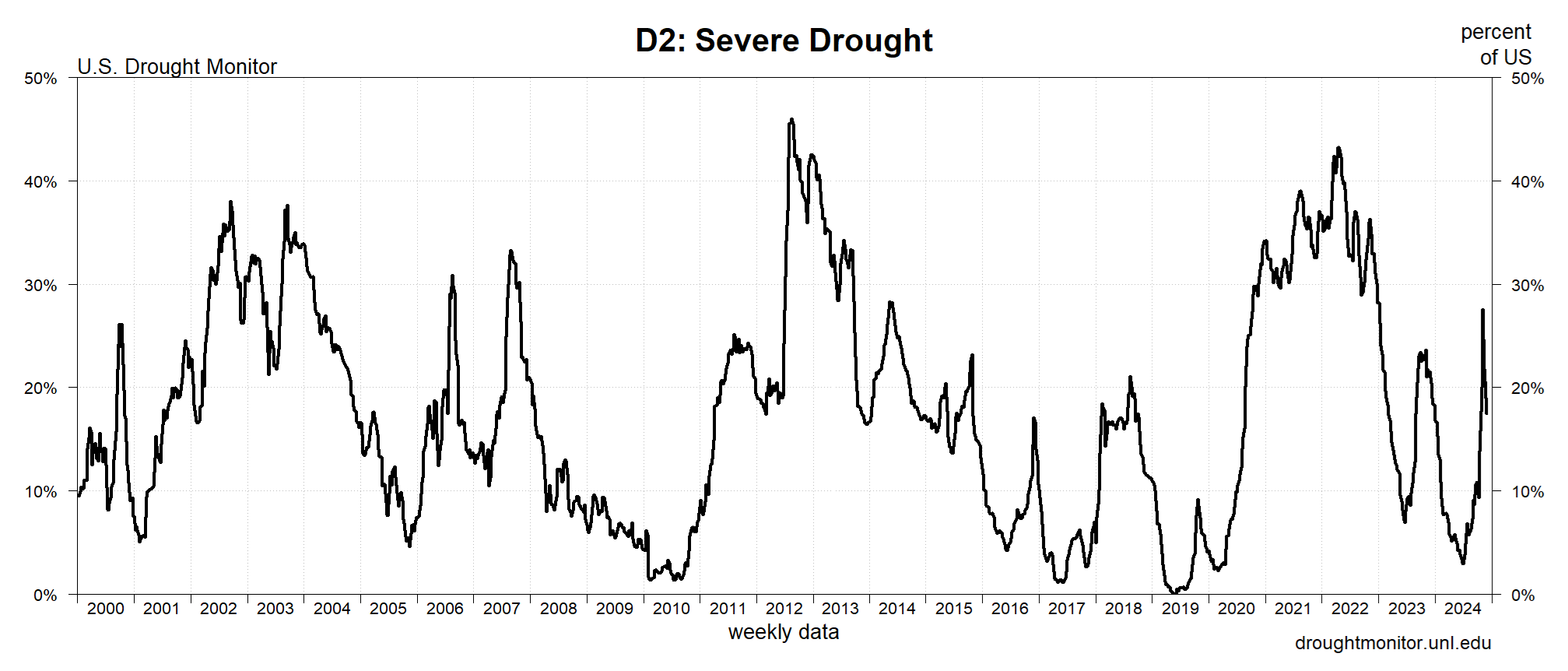
2000년부터 2024년까지 D2 레벨(심각한 가뭄) 이상의 가뭄 강도를 겪은 미국 지역의 백분율.

다양한 공간 및 시간 규모에서 가뭄을 정량화하고 모니터링하기 위해 여러 지수가 정의되었다. 가뭄 지수의 핵심 속성은 공간적 비교 가능성이며 통계적으로 견고해야 한다. 가뭄 지수에는 다음이 포함된다.
- 팔머 가뭄 지수 (때로는 팔머 가뭄 심각도 지수(PDSI)라고도 함): 가뭄 사건을 모니터링하고 가뭄 에피소드의 면적 범위와 심각도를 연구하는 데 일반적으로 사용되는 지역 가뭄 지수이다.[27] 이 지수는 강수량과 온도 데이터를 사용하여 간단한 물수지 모델을 통해 수분 공급 및 수요를 연구한다.[27][28][29]
- 키치-바이람 가뭄 지수: 강수량, 기온 및 기타 기상학적 요인을 기반으로 계산되는 지수이다.[30]
- 표준화 강수 지수(SPI): 강수량을 기반으로 계산되며, 전 세계 여러 지역에서 가뭄을 모니터링하고 예측하는 데 간단하고 쉽게 적용할 수 있는 지표이다. 세계기상기구는 이 지수를 다양한 기후 및 시간대에서 기상학적 가뭄을 식별하고 모니터링하는 데 권장한다.[26]
- 표준화 강수 증발산 지수(SPEI): 기후 데이터를 기반으로 하는 다중 규모 가뭄 지수이다. SPEI는 가뭄 심각도에 대한 대기 중 증발 수요 증가의 역할도 고려한다.[26] 증발 수요는 특히 강수 부족 기간 동안 지배적이다. SPEI 계산에는 장기간의 고품질 강수 및 대기 증발 수요 데이터 세트가 필요하다. 이는 지상 관측소 또는 재분석 및 위성 및 다중 소스 데이터 세트를 기반으로 하는 그리드 데이터를 통해 얻을 수 있다.[26]
- 식생 관련 지수: 근권 토양 수분, 식생 상태 지수(VCI) 및 식생 건강 지수(VHI). VCI 및 VHI는 정규화 식생 지수(NDVI) 및 온도 데이터 세트와 같은 식생 지수를 기반으로 계산된다.[26]
- 데실 지수
- 표준화 유출 지수

고해상도 가뭄 정보는 가뭄 기간, 심각도 및 규모의 공간적 및 시간적 변화와 변동성을 훨씬 더 세밀하게 평가하는 데 도움이 된다. 이는 현장별 적응 조치 개발을 지원한다.
다양한 데이터 세트를 사용하여 여러 지수를 적용하는 것은 단일 데이터 세트를 사용하는 것보다 가뭄을 더 잘 관리하고 모니터링하는 데 도움이 된다. 이는 특히 아프리카 및 남아메리카와 같이 데이터가 충분하지 않은 세계 지역에서 그렇다. 단일 데이터 세트를 사용하는 것은 가뭄 특성 및 영향의 전체 스펙트럼을 포착하지 못할 수 있으므로 제한적일 수 있다.
수분 수준을 주의 깊게 모니터링하는 것은 산불 위험 증가를 예측하는 데도 도움이 된다.

## 원인

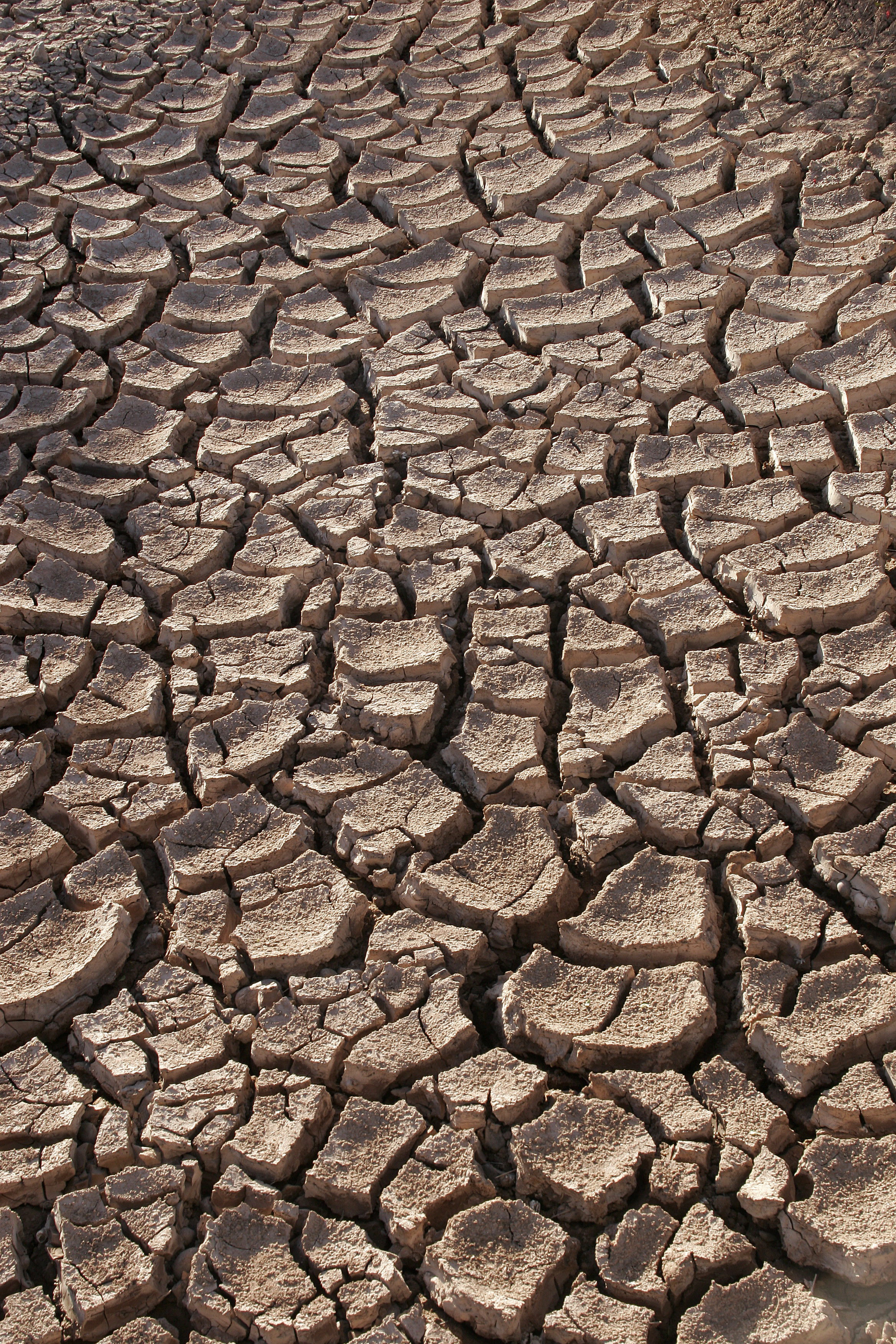
멕시코 북서부 소노라 사막의 마른 흙에 생긴 수축 및 건조 균열

### 일반적인 강수량 부족
강수를 발생시키는 메커니즘에는 대류, 층상, 그리고 지형성 강우가 포함된다. 대류 과정은 강한 수직 운동을 포함하며, 이는 한 시간 내에 해당 위치의 대기 전복을 유발하고 집중 강수를 야기할 수 있는 반면, 층상 과정은 약한 상승 운동과 장기간에 걸쳐 덜 강렬한 강수를 포함한다.
강수는 액체 상태의 물로 내리는지, 표면에 닿으면 얼어붙는 액체 상태의 물로 내리는지, 아니면 얼음으로 내리는지에 따라 세 가지 범주로 나눌 수 있다.
가뭄은 주로 강수량 자체가 적은 지역에서 발생한다. 만약 이러한 요인들이 충분한 시간 동안 지표면에 도달할 만큼 충분한 강수량을 지탱하지 못하면 가뭄이 발생한다. 가뭄은 높은 수준의 반사광, 평균 이상의 고기압 우세, 해양성 공기 덩어리 대신 대륙성 공기 덩어리를 운반하는 바람, 그리고 상층의 고기압 지역 능선이 특정 지역에 대한 뇌우 활동이나 강수 발달을 방해하거나 제한할 수 있다. 일단 한 지역이 가뭄에 들면, 지역 건조 공기, 따뜻한 핵심 고기압을 촉진할 수 있는 고온, 그리고 최소한의 증발산과 같은 피드백 메커니즘이 가뭄 조건을 악화시킬 수 있다.

#### 건기
열대 지방에서는 열대 수렴대 또는 몬순 기압골의 이동으로 인해 뚜렷한 우기와 건기가 나타난다. 건기는 가뭄 발생을 크게 증가시키며, 습도가 낮고 급수원과 강이 마르는 것이 특징이다. 이러한 급수원이 부족하여 많은 방목 동물들은 물 부족으로 인해 더욱 비옥한 땅을 찾아 이동해야 한다. 이러한 동물들의 예로는 얼룩말, 코끼리, 그리고 누가 있다. 식물에 물이 부족하기 때문에 산불이 흔하다. 온도가 증가함에 따라 수증기가 더 활발해지기 때문에, 더 높은 온도에서 상대 습도 값을 100%로 높이거나(또는 온도를 이슬점까지 떨어뜨리기 위해) 더 많은 수증기가 필요하다. 따뜻한 기간은 과일과 채소 생산 속도를 가속화하고, 식물에서 증발 및 증산량을 증가시키며, 가뭄 상황을 악화시킨다.

#### 엘니뇨 남방진동 (ENSO)
엘니뇨 남방진동 (ENSO) 현상은 때때로 가뭄에 중요한 역할을 할 수 있다. ENSO는 태평양 중앙의 온도 이상 패턴인 라니냐와 엘니뇨로 구성된다. 라니냐 현상은 일반적으로 더 건조하고 더 더운 조건과 캘리포니아 및 미국 남서부, 그리고 어느 정도 미국 남동부의 가뭄을 더욱 악화시키는 것과 관련이 있다. 기상학자들은 라니냐가 시간이 지남에 따라 더 빈번해졌음을 관찰했다.
반대로, 엘니뇨 현상 중에는 아마존강 분지, 콜롬비아, 그리고 중앙아메리카 일부 지역에서 더 건조하고 더운 날씨가 발생한다. 엘니뇨 기간의 겨울은 미국 북서부, 북부 중서부, 그리고 북부 중동부에서 평균보다 더 따뜻하고 건조하여, 이 지역들은 눈이 덜 내린다. 또한 12월부터 2월까지 아프리카 중남부, 주로 잠비아, 짐바브웨, 모잠비크, 그리고 보츠와나에서 평소보다 건조한 조건이 나타난다. 엘니뇨의 직접적인 영향으로 동남아시아와 북부 오스트레일리아 일부 지역에서 건조한 조건이 발생하여 산불이 증가하고, 연무가 악화되며, 대기질이 급격히 저하된다. 퀸즐랜드, 내륙 빅토리아, 내륙 뉴사우스웨일스, 그리고 동부 태즈메이니아주에서는 일반적으로 6월부터 8월까지 평소보다 건조한 조건이 관찰된다. 따뜻한 물이 서태평양과 인도양에서 동태평양으로 확산되면서 서태평양 지역에 광범위한 가뭄이 발생한다. 싱가포르는 2014년 2월에 1869년 기록 시작 이래 가장 건조한 2월을 경험했으며, 이달 강수량은 6.3 mm에 불과했고 2월 26일에는 기온이 35 °C까지 치솟았다. 1968년과 2005년에는 8.4 mm의 강수량을 기록하여 다음으로 건조한 2월이었다.

### 기후변화

다양한 기후변화 시나리오에서 폭염, 가뭄, 폭우 사건의 빈도는 산업화 이전 시대에 비해 기상이변 발생 빈도가 기하급수적으로 증가할 가능성이 높다.

전 세계적으로, 가뭄 발생은 온도 상승과 대기 증발 수요 증가의 결과로 늘어났다. 또한, 기후 변동성 증가로 인해 가뭄 사건의 빈도와 심각도가 증가했다. 더욱이, 가뭄의 발생과 영향은 토지 이용 변화 및 물 관리와 수요와 같은 인위적 활동에 의해 악화된다.
기후변화에 관한 정부간 협의체 제6차 평가보고서는 또한 "육지 온난화는 대기 중 증발 수요 증가와 가뭄 사건의 심각도 증가를 초래한다":1057 그리고 "대기 중 증발 수요 증가는 식물 수분 스트레스를 증가시켜 농업 및 생태학적 가뭄을 초래한다"고 지적했다.:578
유럽에서는 잠재적 증발산 증가와 동시에 복합적인 온난기 가뭄이 증가하고 있다.
기후변화는 가뭄과 관련된 여러 요인에 영향을 미친다. 여기에는 내리는 비의 양과 비가 다시 증발하는 속도가 포함된다. 육상 온난화는 전 세계 대부분 지역에서 가뭄의 심각성과 빈도를 증가시킨다.:1057 세계의 일부 열대 및 아열대 지역에서는 지구 온난화로 인해 비가 더 적게 내릴 가능성이 높다. 이는 이 지역들을 가뭄에 더 취약하게 만들 것이다. 가뭄은 세계 여러 지역에서 악화될 것으로 예상된다. 여기에는 중앙 아메리카, 아마존, 그리고 남아메리카 남서부가 포함된다. 또한 서아프리카와 남아프리카도 포함된다. 지중해와 호주 남서부도 이러한 지역 중 일부이다.:1157
온도 상승은 증발을 증가시킨다. 이는 토양을 건조하게 하고 식물 스트레스를 증가시킨다. 결과적으로 농업이 피해를 입는다. 이는 전체 강우량이 비교적 안정적으로 유지될 것으로 예상되는 지역조차도 이러한 영향을 경험할 것임을 의미한다.:1157 이러한 지역에는 중부 및 북부 유럽이 포함된다. 기후변화 완화 조치가 없다면, 2100년까지 육지 면적의 약 3분의 1이 중간 정도 또는 더 심각한 가뭄을 겪을 가능성이 높다.:1157 지구 온난화로 인해 가뭄은 과거보다 더 자주, 더 강렬하게 발생하고 있다.
몇몇 사회적 요인들이 가뭄의 영향을 악화시킬 수 있다. 이는 많은 지역에서 물 수요 증가, 인구 증가, 도시 확장에 해당한다. 토지 복원 기술, 예를 들어 혼농임업은 가뭄의 영향을 줄이는 데 도움이 될 수 있다.

### 식생 변화, 침식 및 인간 활동
인간 활동은 과도한 경작, 과도한 관개, 탈산림화, 그리고 침식과 같은 악화 요인을 직접적으로 유발하여 토지가 물을 흡수하고 보유하는 능력을 저해할 수 있다. 건조 기후에서 침식의 주요 원인은 바람이다. 바람은 물질의 이동을 유발할 수 있다. 바람은 작은 입자를 들어 올려 다른 지역으로 이동시킬 수 있다(풍식). 바람에 떠 있는 입자는 고체 물체에 충돌하여 마모에 의한 침식을 유발할 수 있다(생태 천이). 풍식은 일반적으로 식물이 거의 없거나 전혀 없는 지역, 즉 식물을 지탱할 만큼 강수량이 충분하지 않은 지역에서 발생한다. 목본 식물의 침입은 토양 공극률을 증가시켜 토양 가뭄의 가능성을 높일 수 있다.

## 영향

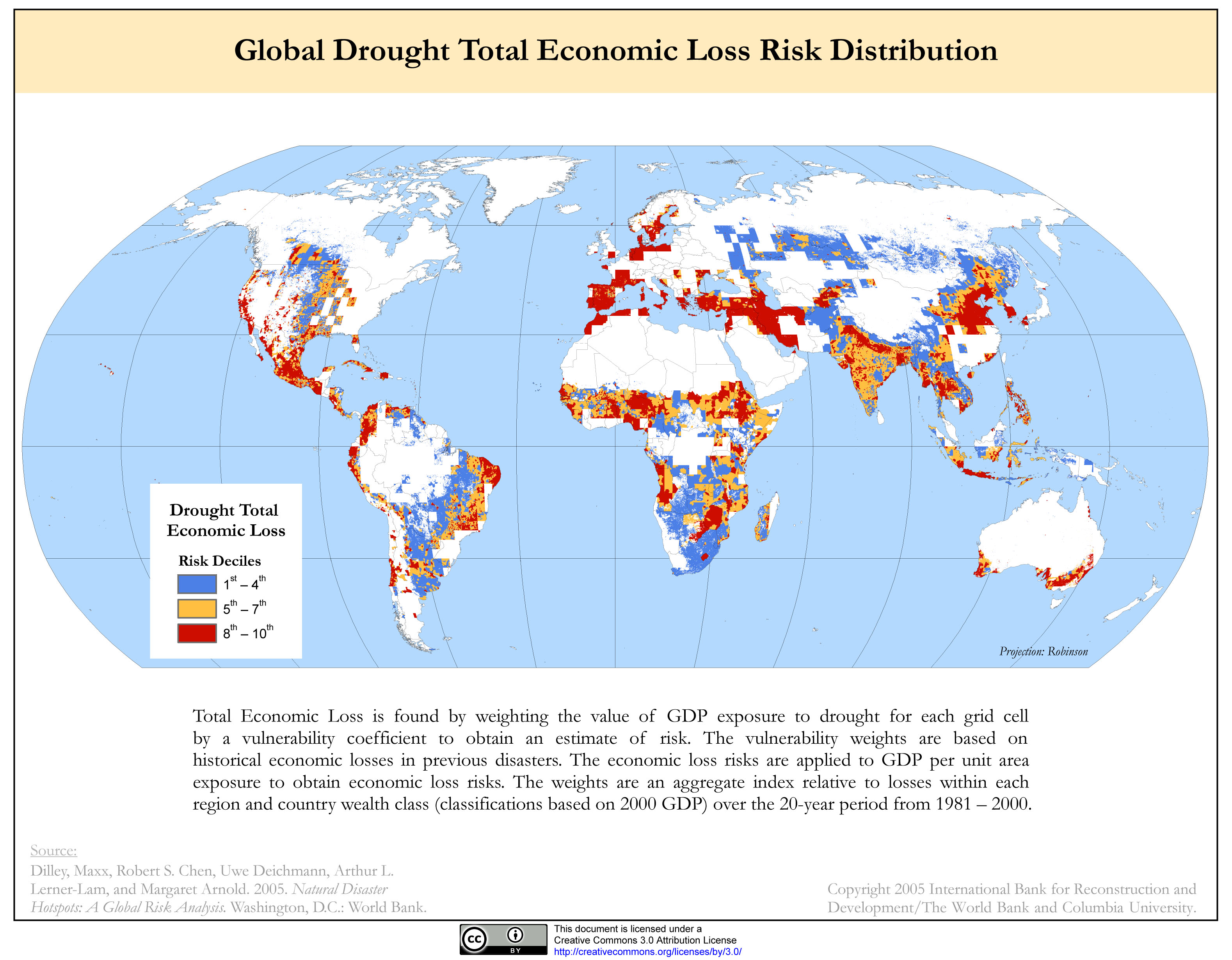
전 세계 가뭄 총 경제적 손실 위험 10분위수

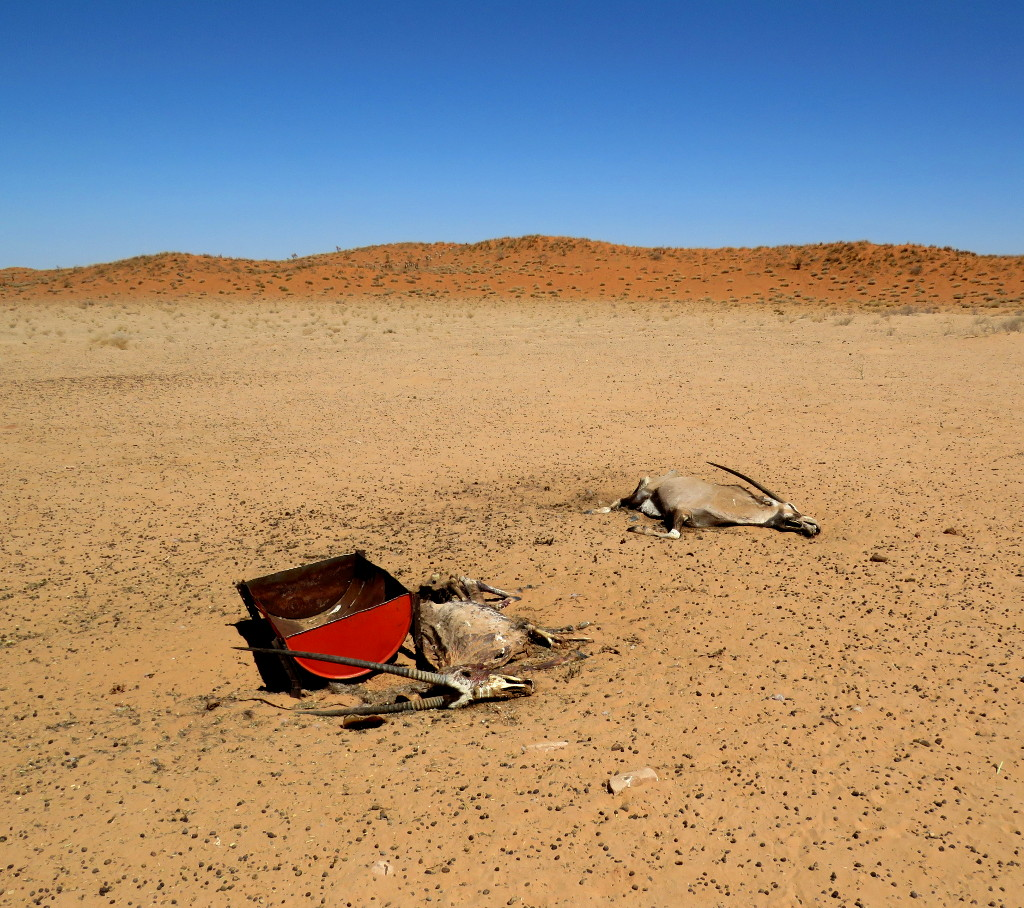
2018년~2019년 남부 아프리카 가뭄 중 나미비아에서 죽은 오릭스 한 쌍.

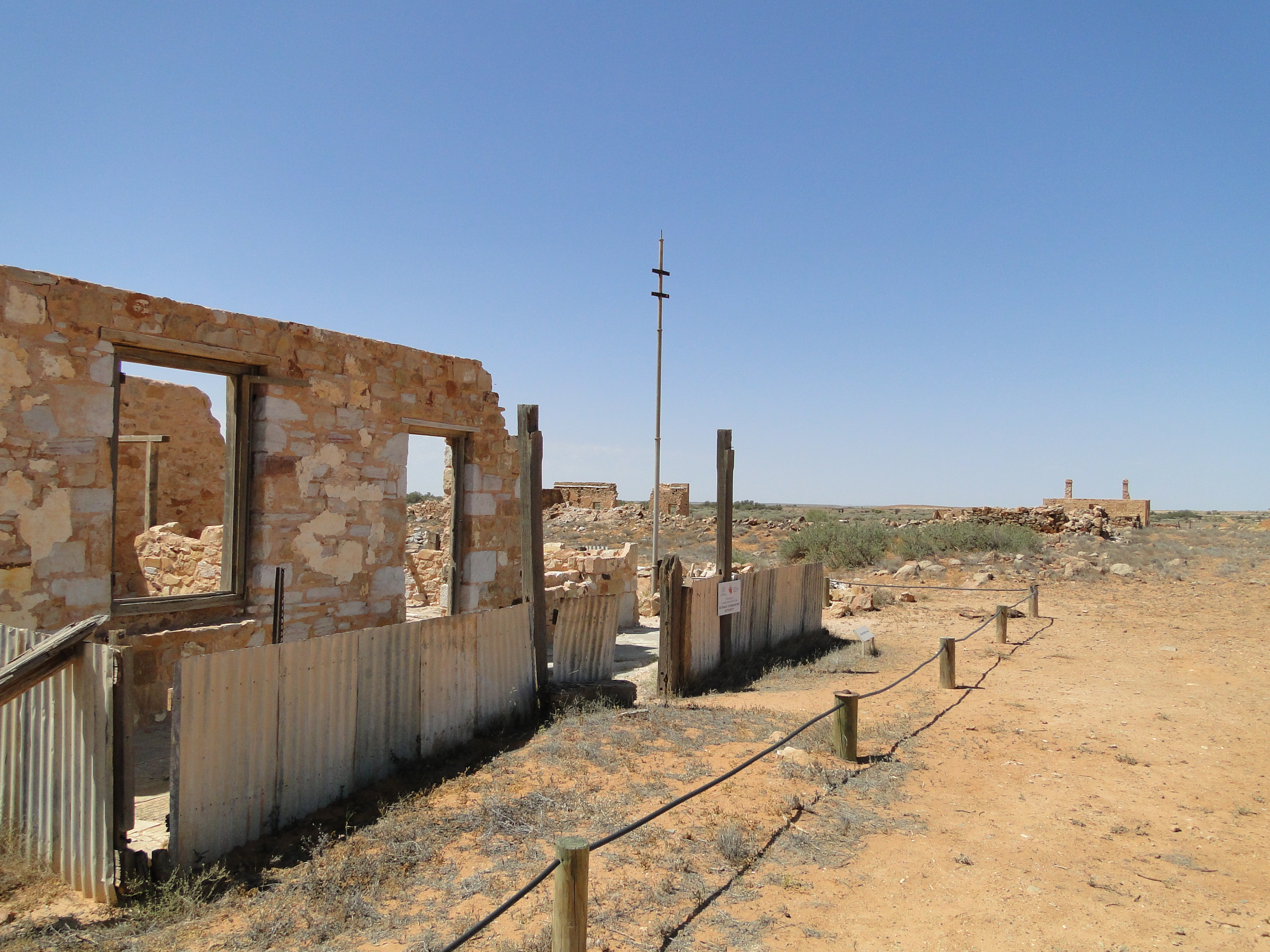
수년간의 가뭄과 먼지 폭풍 끝에 파리나 마을은 버려졌다.

가뭄은 가장 복잡하고 주요한 자연재해 중 하나이며, 전 세계적으로 환경, 경제, 수자원, 농업, 사회에 파괴적인 영향을 미친다.
가뭄과 물 부족의 영향은 환경적, 경제적, 사회적(건강 포함) 세 가지 그룹으로 나눌 수 있다.

### 환경적 및 경제적 영향

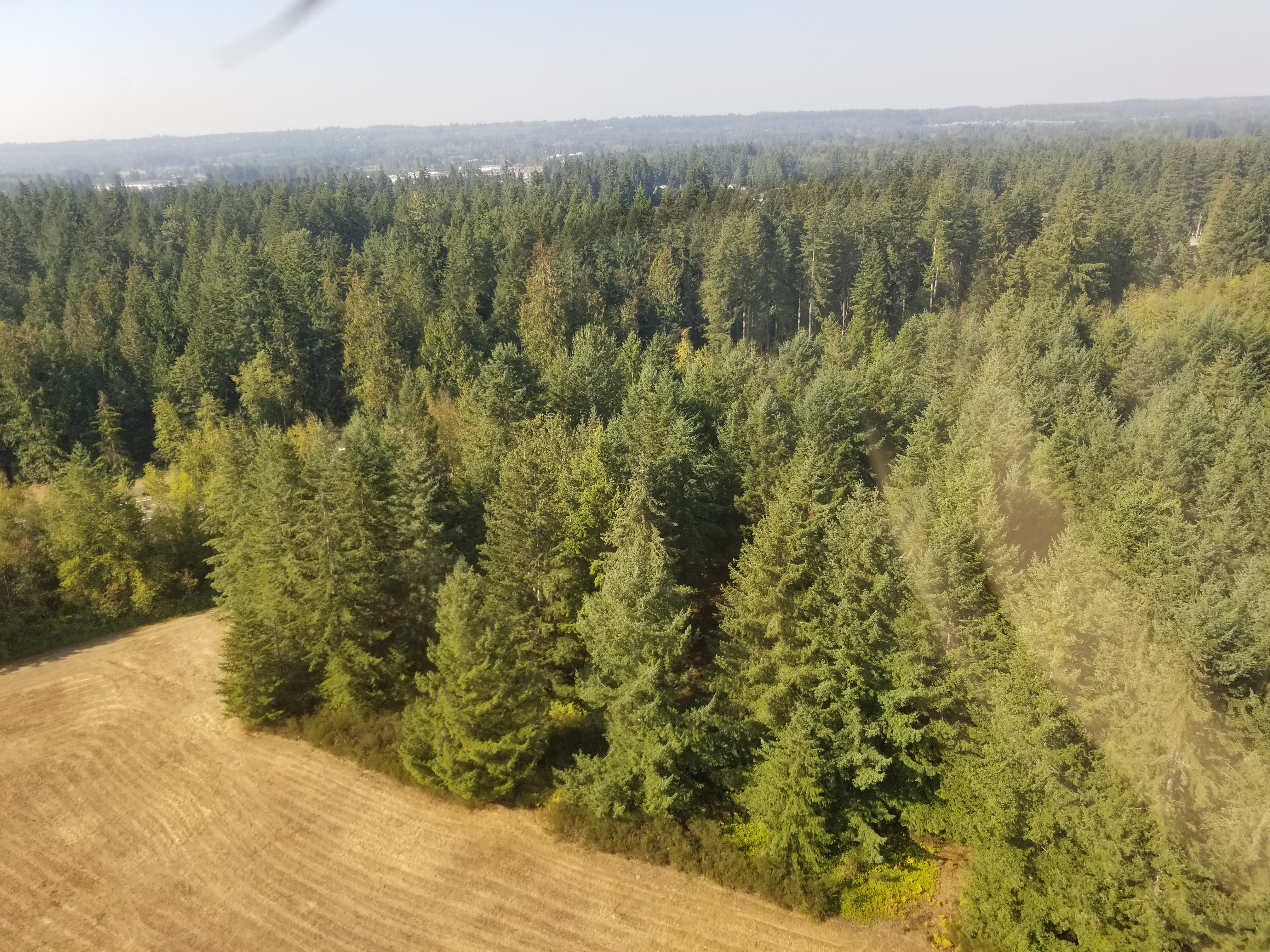
2018년 미국에서 가뭄으로 죽어가는 서부 붉은 삼나무

가뭄의 환경적 영향은 다음과 같다: 낮은 지표수 및 지하수 수위, 낮은 유량 수준(최저치 이하로 감소하면 양서류 생명체에 직접적인 위험을 초래함), 지표수 오염 증가, 습지의 건조, 더 많고 큰 산불, 더 높은 풍식 강도, 생물다양성 감소, 나무 건강 악화 및 해충과 수목 질병의 출현. 가뭄으로 인한 나무 사망률은 대부분의 기후 모형에서 숲을 탄소흡수원으로 나타내는 데 부족하다.
가뭄으로 인한 경제적 손실에는 농업, 임업, 사냥 및 어업 생산량 감소, 식량 생산 비용 증가, 수력 발전소의 에너지 생산량 감소, 물 관광 및 운송 수입 감소로 인한 손실, 에너지 산업 및 야금, 광업, 화학, 제지, 목재, 식료품 산업 등에서의 기술 공정에 대한 물 공급 문제, 지방 경제에 대한 상수도 공급 중단 등이 포함된다.
가뭄의 일반적인 환경적 및 경제적 결과의 추가적인 예는 다음과 같다.
- 식물 군집의 다양성 변화, 이는 순 일차생산량 및 기타 생태계 서비스에 영향을 미칠 수 있다.[63]
- 오스트레일리아 밀림 산불 및 미국 산불과 같은 산불은 가뭄 기간 동안 더 흔해지며 인명 손실을 초래할 수 있다.[64]
- 황진은 그 자체로 침식의 징후이며, 이는 경관을 더욱 침식시킨다.
- 먼지 폭풍은 가뭄이 사막화 및 침식을 겪는 지역을 강타할 때 발생한다.
- 서식지 손상, 이는 육상 생태지역 및 수생 야생 동물 모두에게 영향을 미친다.[65]
- 뱀 이동, 이는 뱀 물림을 초래한다.[66]
- 수력 발전 댐을 통한 물 흐름 감소로 인한 전기 생산 감소[67]
- 산업 사용자들을 위한 물 부족[68][69]

### 농업적 영향

기후변화가 전 지구적 기온 상승 2 °C 시 토양 수분에 미치는 영향. 표준 편차 1 감소는 평균 토양 수분이 1850년에서 1900년 사이의 아홉 번째로 건조한 해와 비슷해진다는 것을 의미한다.

가뭄은 토지 황폐화와 토양 수분 손실을 야기하여 경작지 생산성 파괴로 이어진다. 이는 작물 성장 또는 수확량 생산 감소 및 가축의 환경용량 감소로 이어질 수 있다. 가뭄은 높은 방목 압력과 결합하여 생태계의 전환점이 되어 목본 식물 침입을 야기할 수 있다.
수분 스트레스는 식물 발달과 품질에 다양한 방식으로 영향을 미친다. 첫째, 가뭄은 불량한 발아와 저해된 묘목 발달을 유발할 수 있다. 동시에 식물 성장은 세포 분열, 세포 확장 및 분화에 의존한다. 가뭄 스트레스는 팽압 손실을 통해 체세포 분열과 세포 신장을 저해하여 성장을 방해한다. 잎의 발달 또한 팽압, 영양분 농도, 탄소 동화 물질 모두에 의존하며, 이 모든 것이 가뭄 조건에 의해 감소하므로 가뭄 스트레스는 잎의 크기와 수의 감소를 초래한다. 옥수수의 경우 물이 부족한 조건에서 식물 높이, 바이오매스, 잎 크기 및 줄기 둘레가 감소하는 것으로 나타났다. 작물 수확량 또한 가뭄 스트레스에 의해 부정적인 영향을 받으며, 작물 수확량 감소는 광합성 속도 감소, 잎 발달 변화, 그리고 가뭄 스트레스에 의한 자원 배분 변화로 인해 발생한다. 가뭄 스트레스에 노출된 작물은 잎 수분 잠재력과 증산율이 감소한다. 밀과 같은 작물에서는 물 사용 효율이 증가하는 반면, 감자와 같은 다른 작물에서는 감소한다.
식물은 흙에서 영양분을 흡수하고 식물 전체에 영양분을 운반하기 위해 물이 필요하다. 가뭄 조건은 이러한 기능을 제한하여 성장을 방해한다. 가뭄 스트레스는 또한 광합성 조직 감소, 기공 폐쇄, 광합성 기계의 성능 저하로 인해 식물의 광합성 활동을 감소시킨다. 이러한 광합성 활동 감소는 식물 성장 및 수확량 감소에 기여한다. 식물 성장 및 수확량 감소에 영향을 미치는 또 다른 요인은 자원 배분이다. 가뭄 스트레스 후 식물은 물 흡수를 돕기 위해 뿌리에 더 많은 자원을 배분하여 뿌리 성장을 증가시키고 다른 식물 부분의 성장을 감소시키면서 수확량을 감소시킨다.

### 사회적 및 건강 영향
가뭄이 인간에게 미치는 가장 부정적인 영향은 수확 실패, 식량 위기, 기근, 영양실조, 빈곤이며, 이는 인명 손실과 대량 이주로 이어진다.
이 현상에 직접 노출된 사람들(폭염)의 건강에 부정적인 영향이 있다. 가뭄은 또한 물 공급 제한, 수질 오염 수준 증가, 높은 식량 비용, 수확 실패로 인한 스트레스, 물 부족 등을 유발할 수 있다. 물 흐름이 줄어들면 오염 물질 희석이 감소하고 남아있는 수원지의 오염이 증가하여 수질이 저하될 수 있다.
이것이 가뭄과 물 부족이 선진국과 개발도상국 간의 격차를 심화시키는 요인으로 작용하는 이유를 설명한다.
영향은 취약성에 따라 달라진다. 예를 들어, 자급자족 농민들은 다른 식량원이 없기 때문에 가뭄 기간 동안 이주할 가능성이 더 높다. 물 공급원을 주요 식량원으로 의존하는 인구가 있는 지역은 기근에 더 취약하다.

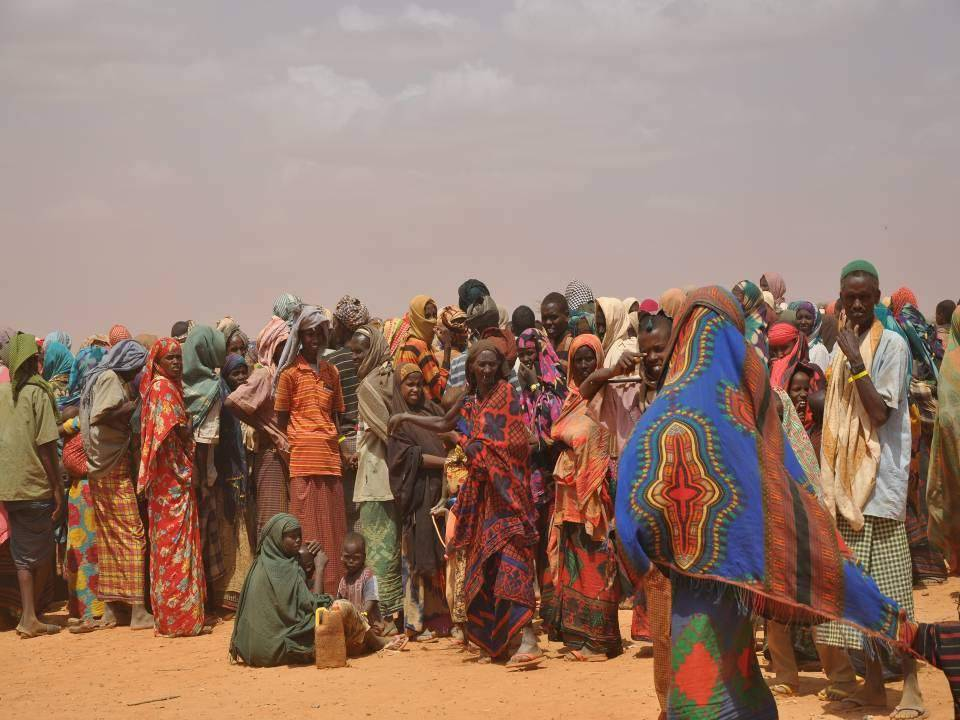
소말리아 가뭄으로 이재민이 된 사람들이 2011년 에티오피아 돌로 아도의 캠프에 도착하여 등록을 기다리고 있다.

사회적 및 건강적 결과의 추가적인 예는 다음과 같다.
- 물 부족, 흉작, 기근,[79] 그리고 배고픔 – 가뭄은 식량 작물을 지탱하기에 너무 적은 물을 제공한다. 영양실조, 탈수 및 관련 질병
- 대량 이주로 인한 국내실향민 및 국제 난민 발생
- 사회적 불안
- 물과 식량을 포함한 천연자원을 둘러싼 전쟁
- 사이아노톡신이 식품 사슬과 물 공급 내에 축적되는 것(일부는 과학적으로 알려진 가장 강력한 독소 중 일부임)은 장기적인 저농도 노출로 암을 유발할 수 있다.[80] 2016년 샌프란시스코 베이 에어리어의 해수 조개류와 캘리포니아주 전역의 담수 공급원에서 고농도의 마이크로시스틴이 발견되었다.

### 비옥한 토양의 손실
풍식은 건조한 지역과 가뭄 시기에 훨씬 더 심각하다. 예를 들어, 그레이트플레인스에서는 풍식으로 인한 토양 손실이 습한 해보다 가뭄이 든 해에 6100배 더 클 수 있다고 추정된다.
황토는 균질하고, 일반적으로 층을 이루지 않으며, 다공성이고, 부서지기 쉬운, 약간 응집력이 있으며, 종종 석회질이 많고, 미세한 입자의 미사질의 옅은 노란색 또는 황갈색의 바람에 날린(풍식) 퇴적물이다. 일반적으로 수백 평방 킬로미터 면적과 수십 미터 두께를 덮는 광범위한 블랭킷 퇴적물로 발생한다. 황토는 종종 가파르거나 수직적인 면을 이룬다. 황토는 매우 비옥한 토양으로 발전하는 경향이 있다. 적절한 기후 조건에서는 황토가 있는 지역이 세계에서 가장 농업 생산성이 높은 지역 중 하나이다. 황토 퇴적물은 본질적으로 지질학적으로 불안정하며 매우 쉽게 침식된다. 따라서 농부들은 황토의 풍식을 줄이기 위해 방풍림(큰 나무와 덤불 등)을 자주 심는다.

## 특히 영향을 받는 지역

### 아마존 분지
2005년, 아마존 분지의 일부 지역은 100년 만에 최악의 가뭄을 겪었다. 2006년 기사에서는 현재 형태의 숲이 3년 동안의 가뭄만 견딜 수 있다는 연구 결과를 보고했다. 브라질 국립 아마존 연구소의 과학자들은 이 가뭄 반응이 지역 기후에 대한 탈산림화의 영향과 결합하여 열대우림을 돌이킬 수 없이 죽기 시작할 "전환점"으로 몰아붙이고 있다고 기사에서 주장한다. 결론적으로 열대우림이 사바나 또는 사막으로 변모할 위기에 처해 있으며, 이는 세계 기후에 파괴적인 결과를 초래할 것이라고 한다. WWF에 따르면, 기후변화와 탈산림화의 조합은 죽은 나무의 건조 효과를 증가시켜 산불을 부추긴다.

### 오스트레일리아
1997년부터 2009년까지의 밀레니엄 가뭄은 호주 대부분 지역에 물 공급 위기를 초래했다. 그 결과, 많은 해수담수화 플랜트가 처음으로 건설되었다 (목록 참조).
오스트레일리아의 가장 넓은 부분은 사막 또는 반건조 지역으로, 일반적으로 아웃백으로 알려져 있다. 오스트레일리아와 미국 연구원들이 2005년에 실시한 연구는 내륙의 사막화를 조사하고, 한 가지 설명이 약 5만 년 전에 도착한 인간 정착민과 관련이 있다고 제안했다. 이 정착민들의 규칙적인 불 태우기는 계절풍이 오스트레일리아 내륙에 도달하는 것을 막았을 수 있다. 2008년 6월에는 전문가 패널이 2008년 10월까지 충분한 물을 공급받지 못하면 머리 달링 분지 전체에 장기적으로, 어쩌면 돌이킬 수 없는 심각한 생태학적 피해가 발생할 수 있다고 경고했다는 사실이 알려졌다. 오스트레일리아는 미래에 더 심각하고 빈번한 가뭄을 겪을 수 있다고 정부가 의뢰한 보고서가 2008년 7월 6일에 밝혔다. 오스트레일리아 환경 운동가 팀 플래너리는 급진적인 변화를 하지 않는 한 웨스턴오스트레일리아의 퍼스가 인구를 지탱할 물이 더 이상 없는 세계 최초의 유령 도시가 될 것이라고 예측했다. 장기간의 오스트레일리아 천년 가뭄은 2010년에 끝났다.

### 동아프리카
에티오피아, 에리트레아, 케냐, 소말리아, 남수단, 수단, 탄자니아, 우간다를 포함한 동아프리카는 덥고 건조한 지역부터 시원하고 습한 고지대 지역까지 다양한 기후를 가지고 있다. 이 지역은 계절 강수량의 상당한 변동성과 매우 복잡한 지형을 가지고 있다. 나일 강 유역 내의 북부 지역(에티오피아, 수단)에서는 강수량이 7월부터 9월까지의 우기를 특징으로 하는 단일 모드 주기를 따른다. 나머지 지역은 3월부터 5월까지의 장마와 10월부터 12월까지의 단비를 특징으로 하는 이중 모드 연간 주기를 따른다. 가뭄과 홍수와 같은 수문학적 극단 현상의 빈번한 발생은 심각한 빈곤과 경제적 혼란으로 고통받는 이미 취약한 인구에게 해를 끼친다. 가뭄은 예를 들어 1984년~85년, 2006년, 2011년에 식량 부족을 야기했다.
동아프리카 지역은 다양한 형태로 기후변화의 영향을 경험하고 있다. 예를 들어, 2020년부터 2023년까지 아프리카의 뿔 지역에서 6회 연속으로 평균 이하의 강수량이 발생하여 식량 안보에 심각한 영향을 미치는 기록상 세 번째로 길고 광범위한 가뭄이 발생했다(2020년~현재 아프리카의 뿔 가뭄 참조). 반대로, 다른 지역에서는 극심한 홍수를 경험했는데, 예를 들어 에티오피아, 르완다, 케냐, 부룬디, 우간다에서는 2020년 동아프리카 홍수, 남수단에서는 2022년 홍수가 발생했다.
이 지역의 핵심 특징은 수문학적 극단 현상이 공간적, 시간적으로 불균일하게 분포한다는 것이다. 예를 들어, 엘니뇨는 이 지역의 한 부분에서는 가뭄을, 다른 부분에서는 홍수를 유발할 수 있다. 이는 한 국가 내에서도 흔한 상황이다. 예를 들어, 에티오피아에서 그렇다. 최근 몇 년간 연속적인 가뭄과 뒤이은 홍수는 이러한 종류의 사건과 그 영향을 더 잘 예측해야 할 필요성을 증명한다.

### 히말라야 강 유역

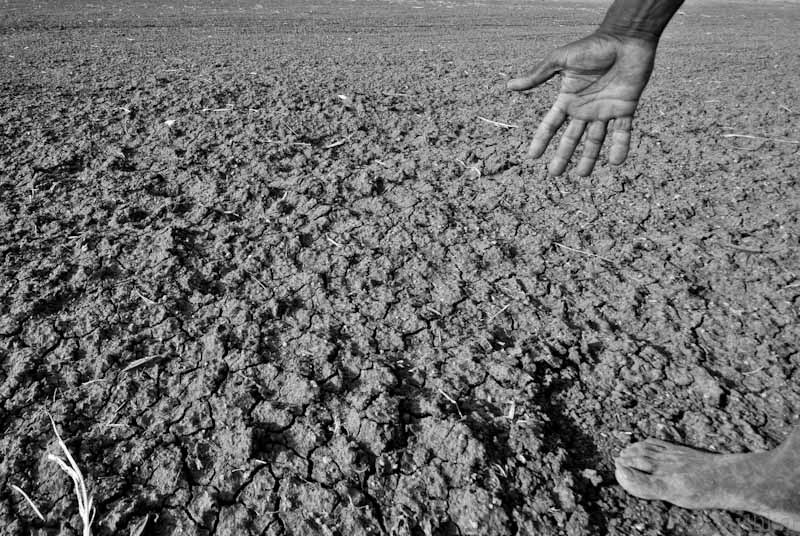
2012년 인도 카르나타카주의 가뭄 피해 지역.

히말라야 강 유역에는 약 24억 명이 살고 있다. 인도, 중국, 파키스탄, 방글라데시, 네팔, 미얀마는 앞으로 수십 년 안에 홍수와 가뭄을 겪을 수 있다. 특히 갠지스 강에 영향을 미치는 인도의 가뭄은 5억 명 이상의 사람들에게 식수와 농업 관개를 제공하기 때문에 우려가 크다. 2025년, UN은 후퇴하는 빙하가 전 세계 20억 명의 식량과 물 공급을 위협할 수 있다고 경고했다.

### 북아메리카
로키산맥이나 시에라네바다산맥과 같은 산맥의 빙하에서 많은 물을 얻는 북아메리카 서해안도 영향을 받을 것이다.

## 국가별 또는 지역별
같이 보기:
- 러시아와 소련의 가뭄과 기근
- 캘리포니아주의 가뭄
- 사헬의 가뭄
- 2021년 마다가스카르 식량 위기
- 2010년 중화인민공화국 가뭄 및 먼지 폭풍
- 케이프타운 물 위기 (2015년~2018년)

## 보호, 완화 및 구제

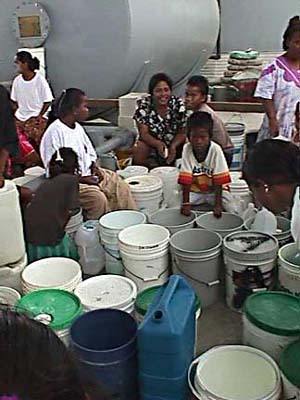
엘니뇨 기간 중 마셜 제도의 물 분배.

농업적으로, 사람들은 관개와 윤작을 통해 가뭄의 많은 영향을 효과적으로 완화할 수 있다. 적절한 가뭄 완화 전략을 개발하지 못하면 현대 시대에 심각한 인명 피해가 발생하며, 이는 인구 증가로 인해 인구 밀도가 계속 증가하면서 더욱 악화된다.
가뭄 보호 또는 완화 전략은 다음과 같다.
- 댐 – 많은 댐과 관련 저수지는 가뭄 시 추가 물을 공급한다.[99]
- 인공강우 – 강우를 유도하기 위한 의도적인 날씨 조절의 한 형태이다.[100] 그러나 전미연구평의회가 2004년에 발표한 보고서에서 현재까지 의도적인 날씨 조절의 효과에 대한 설득력 있는 과학적 증거는 없다고 밝히면서 이는 여전히 뜨거운 논쟁의 대상이다.[101]
- 토지 이용 – 신중하게 계획된 윤작은 침식을 최소화하고 농부들이 건조한 해에 물에 덜 의존적인 작물을 심을 수 있도록 도울 수 있다.
- 물길 변경 – 가뭄에 취약한 지역에 관개를 위한 대규모 노력으로 운하를 건설하거나 강을 재편성하는 것.

가뭄으로 인해 물이 부족할 때, 폐수 재이용, 빗물 집수, 빗물 회수, 또는 해수 해수담수화와 같이 다른 수자원에 접근할 수 있는 다양한 방법들이 있다.

## 역사

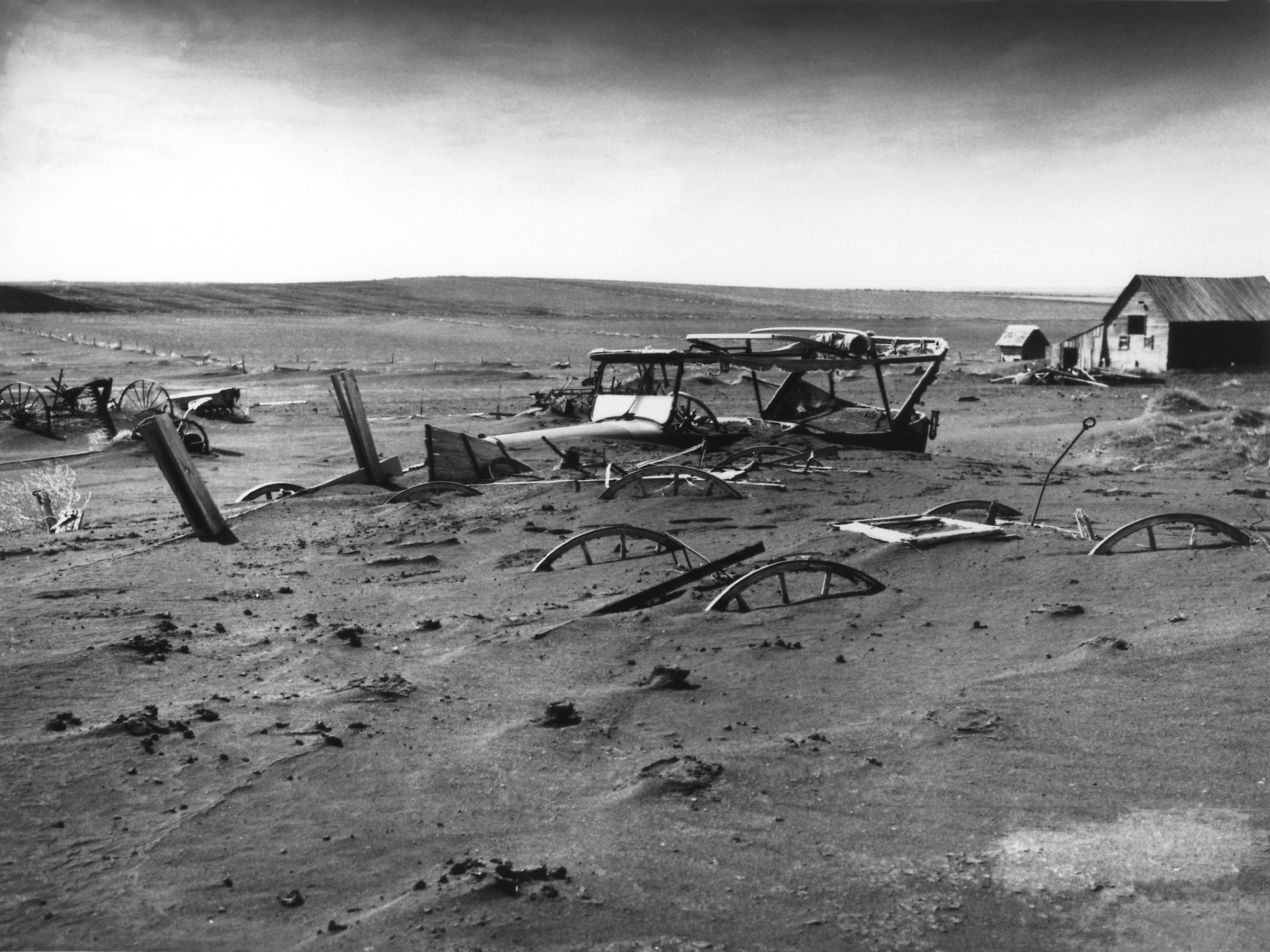
1936년 황진 기간 중 사우스다코타 농장

역사적으로, 인간은 식량 가용성과 사회 전반에 미치는 영향 때문에 가뭄을 대체로 재난으로 여겨왔다. 가뭄은 가장 초기에 기록된 기후 현상 중 하나로, 길가메시 서사시에 등장하며, 성경의 요셉이 고대 이집트에 도착하고 나중에 출애굽하는 이야기와도 연결된다. 기원전 9,500년 칠레의 수렵 채집민 이동은 이 현상과 관련되어 있으며, 약 135,000년 전 초기 인류가 아프리카를 떠나 전 세계로 이동한 것도 관련되어 있다.
가뭄은 자연재해의 근간을 이루고 인간 활동의 영향을 받는 물리적 메커니즘으로 과학적으로 설명될 수 있다.
가뭄에 대한 믿음은 지역 지식, 인식, 가치, 믿음 및 종교를 포함한 문화적 요인에 의해 더욱 형성된다. 일부 장소와 시대에는 가뭄이 초자연적 힘의 작용으로 해석되었다. 전 세계적으로 많은 사회에서 사람들은 가뭄, 기근, 질병과 같은 자연 현상을 전쟁, 살인, 절도와 같은 사회 현상보다 초자연적 현상으로 설명할 가능성이 더 높았다.
역사적으로, 의식은 가뭄을 예방하거나 막으려는 시도로 사용되었다. 기우 의식은 춤에서부터 희생양 찾기, 인신공양에 이르기까지 다양했다. 많은 고대 관습은 이제 민속의 영역이지만, 일부는 여전히 행해질 수 있다.
가뭄의 과학적 근거를 제한적으로 이해하는 지역에서는 가뭄에 대한 믿음이 계속해서 영혼의 힘에 대한 토착 신앙과 가뭄을 신성한 처벌로 보는 기독교 철학을 반영한다. 이러한 믿음은 사람들의 사고방식에 영향을 미치고 스트레스에 적응하고 위기에 대응하는 회복력과 능력에 영향을 미칠 수 있다. 창조론의 경우, 교육 과정은 과학적 설명 대신 자연 현상에 대한 종교적 설명을 제공하기도 한다. 이는 명시적으로 진화를 부정하고, 인간 활동이 기후에 영향을 미치고 있으며, 기후 변화가 발생하고 있다는 사실을 부인한다.
일부 역사적 가뭄은 다음과 같다.
- 5,000년에서 4,000년 전 아프리카와 아시아에서 발생한 4.2천 년 사건은 고대 이집트의 이집트 고왕국 붕괴, 메소포타미아의 아카드 제국 붕괴, 장강 하류 지역의 량주 문화 붕괴, 그리고 인더스 문명 붕괴와 연관되어 있다.[111]
- 기록된 역사상 가장 긴 가뭄은 400년 전 칠레의 아타카마 사막에서 시작되어 현재까지 계속되고 있다.[112]
- 가뭄은 7세기에서 9세기 사이 고전기 마야 붕괴의 기여 요인이었을 수 있다.[113]
- 1540년 중부 유럽, "천년 최악의 가뭄"으로 불리며 11개월간 비가 오지 않았고 기온은 20세기 평균보다 5~7 °C 높았다.[114][115]
- 1900년 인도 25만 명에서 325만 명 사망.
- 1921년~22년 러시아에서는 심각한 가뭄과 전쟁의 복합적인 영향으로 500만 명 이상이 굶어 죽었다.
- 1928년~1930년 중국 북서부에서는 300만 명 이상이 기근으로 사망했다.

## 같이 보기
- 한국의 가뭄
- 홍수
- 물 부족
- 세계 사막화 및 가뭄 방지의 날